# SV Rheinland Mayen
Der SV Rheinland Mayen 1914 e. V. ist ein deutscher Fußballverein mit Sitz in der rheinland-pfälzischen Stadt Mayen im Landkreis Mayen-Koblenz und der älteste Fußballverein in der Stadt.

## Geschichte
Der Verein wurde im Mai 1914 als FC Rheinland Mayen gegründet. Nach dem Ausbruch des Ersten Weltkriegs kam der Spielbetrieb jedoch erst einmal zum Erliegen. Nach dem Ende des Krieges wurde der Verein dann in den Westdeutschen Spiel-Verband aufgenommen und nahm an der A-Klasse teil, wenig später gelang dann auch der Aufstieg in die Bezirksliga. Aus dem reinen Fußballverein wurde dann mit einer Leichtathletik- und einer Hockey-Abteilung ein Verein aus mehreren Sportarten, von daher wurde der Name des Vereins dann auch in SV Rheinland Mayen gewandelt. Einige Zeit später kam dann auch noch eine Tennis-Abteilung hinzu.
Die Fußball-Mannschaft gehörte dann von 1926 bis 1929 der Bezirksliga Mittelrhein an, aus dieser stieg die Mannschaft dann im Jahr 1931 mit Trainer Karl Höger in die erstklassige Gauliga auf. Im Jahr 1937 verfügten dann die Nationalsozialisten die Zusammenlegung des Turnverein 1886 Mayen und des SV Rheinland Mayen. Der Spielstärke der Mannschaften schwächte dies jedoch eher als dass es sie verstärkt hätte, somit spielte man in den folgenden Saisons nur noch unterklassig.

### Nachkriegszeit
Nach dem Ende des Krieges kam es dann erst im Jahr 1947 wieder zu einer Vorstandsversammlung, um dem Verein neues Leben einzuhauchen. Der ersten Fußball-Mannschaft gelang dann innerhalb von drei Jahren der Aufstieg von der Kreisklasse bis in die zweitklassige Landesliga Rheinland. Mit 27:29 Punkten gelang hier in der Staffel Mitte auch mit 27:29 Punkten und dem achten Platz auch eine gute Positionierung im Mittelfeld. Ebenfalls Ende der 1940er Jahre gründete sich innerhalb des Verein auch noch eine Box-Abteilung, der auch der Schauspieler Mario Adorf eine Zeit lang angehörte.
Nach der Saison 1950/51 wurde die neue drittklassige Amateurliga Rheinland eingeführt. Hierfür konnten sich nur die ersten fünf Vereine der Staffel Mitte qualifizieren. Mit dem 17. Platz gelang dies jedoch nicht, somit musste der Verein ab der nächsten Saison in der 2. Amateurliga spielen. Zur Saison 1956/57 gelang dann jedoch schließlich der Aufstieg in die nun zweigleisige Amateurliga. In den folgenden Jahren konnte man sich stets in den oberen Rängen platzieren, nach der Saison 1960/61 ging es über den letzten Platz der Tabelle mit nur 7:41 Punkten jedoch wieder runter in die 2. Amateurliga.

### Namenswechsel und Rückkehr in die Verbandsliga
Im Jahr 1964 folgte dann der Abstieg in die A-Klasse, nach zwei Jahren Abstinenz gelingt dann jedoch der Wiederaufstieg in die Bezirksliga. Aus Gründen der Unterstützung eines lokalen Unternehmens wurde der Name des Vereins im Jahr 1970 in SV Rheinland-Eifelland Mayen geändert. Dadurch bekam der Verein zahlreiche finanzielle Zuwendungen und auch die Spieler wurden auf diese Weise unterstützt. Das Sponsoring hielt jedoch nur bis ins Jahr 1972, wonach der Vereinsname wieder zurückgenommen wurde.
Als einziger Verein aus dem Fußballkreis Rhein/Ahr wurde Rheinland-Mayen im Jahr 1974 in die Bezirksliga West eingeteilt. In den folgenden Jahren spielte man immer vorne mit, schaffte jedoch nie den Aufstieg. Zur Saison 1978/79 wurden die Spielklassen dann neu eingeteilt und die Rheinländer waren nun Teil der Landesliga Süd. In den ersten Jahren tat man sich hier als einziger Verein aus der Region mit mangelndem Zuschauerinteresse schwer und schaffte teils nur knapp den Klassenerhalt. Anfang der 1980er Jahre wurde die Leistung dann aber besser und so gelang es am Ende der Saison 1980/81 schließlich auch die Meisterschaft einzufahren.

### Niedergang und ein ungültiger Spielerpass
In der Verbandsliga konnte dann jedoch nicht die Spielstärke an den Tag gelegt werden, die für diese Spielklasse nötig war. Somit ging es bereits nach einer Saison wieder hinunter in die Landesliga. Hier setzte sich dann der Schwund an Spielern weiter fort; als dann auch noch Verletzungspech dazu kam, konnte am Ende der Saison 1984/85 der Abstieg in die Bezirksliga Mitte nicht mehr verhindert werden. Hier sollte es dann jedoch noch nicht vorbei sein, durch zwar junge jedoch noch unerfahrene Spieler konnte die Klasse erneut nicht gehalten werden und es ging bis in die A-Klasse hinunter.
Im Jahr 1989 folgte hieraus dann auch noch der Abstieg in die B-Klasse. Hieraus gelang dann jedoch nach einer Spielzeit gleich der direkte Wiederaufstieg. Zumindest stand dieser sportlich fest. Nach einer Anzeige des DJK Baar, gegen den Verein aufgrund eines falschen Geburtsdatums auf dem Spielerpass eines Mitspielers der ersten Mannschaft, wurde der Pass von einem Sportgericht für ungültig erklärt. Damit wurden dem Verein alle Punkte aus Spielen aberkannt, in denen der Spieler eingesetzt worden war. Statt einem Aufstieg in die A-Klasse, musste der Verein sogar in die C-Klasse absteigen. Nach einem Gnadengesuch beim Verbandsvorsitzenden durfte die Mannschaft jedoch zumindest in der B-Klasse bleiben, die zweite Mannschaft dufte dann auch in die C-Klasse aufsteigen.
Ungetrübt von den Geschehnissen in der Vorsaison gelang in der darauf folgenden Spielzeit ohne Probleme der Meistertitel und damit dann doch der Aufstieg in die A-Klasse. In der Saison 1993/94 sollte dann der Aufstieg in die Bezirksliga in Angriff genommen werden, jedoch gelang dies bedingt durch die Abgänge von mehreren Spielern nicht und die Mannschaft musste sogar in die B-Klasse absteigen, dort konnte die Klasse dann auch nur knapp gehalten werden. Der Aufstieg zurück in die Kreisliga A sollte dann nach der Saison 1996/97 gelingen. Hier konnte man sich relativ lange halten, bedingt durch mehrere Umbrüche in der Mannschaft kam es jedoch nie zu einem weiteren Aufstieg. Am Ende der Saison 2002/03 ging es dann wieder runter in die B-Klasse.

### Heutige Zeit
Erst am Ende der Spielzeit 2006/07 gelang mit 66 Punkten wieder die Meisterschaft in die Kreisliga B und damit der Aufstieg. Aus der Kreisliga A musste man sich jedoch bereits nach der Saison 2008/09 mit nur 13 Punkten als Tabellenletzter wieder verabschieden. Bis zum nächsten Wiederaufstieg sollte es dann einige Zeit dauern, erst nach der Saison 2015/16 gelang mit 64 Punkten wieder die Meisterschaft und damit die Rückkehr in die Kreisliga A. Dieser Spielklasse gehört der Verein auch bis heute an.

## Persönlichkeiten
- Mario Adorf (* 1930), Mitglied der Box-Abteilung in den 1940er Jahren
- Karl Höger (1897–1975), Fußballtrainer in den 1930er Jahren